# Втенський заказник
Вте́нський зака́зник — ботанічний заказник загальнодержавного значення в Україні. Розташований у межах Шацького району Волинської області, на північ від села Ростань. 
Площа 130 га. Створений 1980 року. Перебуває у користуванні ДП «Шацьке учбово-дослідне лісове господарство» (Ростанське лісництво, кв. 12, 13, 19, (вид. 20, 22). Заказник входить до складу Шацького національного природного парку (з 2010 р.). 
Охороняються унікальне верхове болото, що є південною межею поширення північних видів болотних рослин, серед яких: андромеда багатолиста, багно звичайне, ринхоспора біла. Переважають оліготрофні пухівково-чагарничково-сфагнові угруповання з пригніченою сосною. В рослинному покриві поширені журавлина болотна, верес, росичка круглолиста. Трапляється рідкісні види — журавлина дрібноплода, росичка англійська, росичка проміжна, занесені до Червоної книги України. 
Місце оселення численних болотних птахів.